# 摩根山丘 (加利福尼亞州)
摩根山丘，或称摩根山丘，是美国加利福尼亚州圣克拉拉县下属的一个市。设市于1906年11月10日。起初主要为附近农民、农场主和果园农夫的居住地，后逐渐扩展并演变为硅谷的一个高科技工业卫星城。根据美国2010年人口普查，该市有人口37,882人。

## 地势

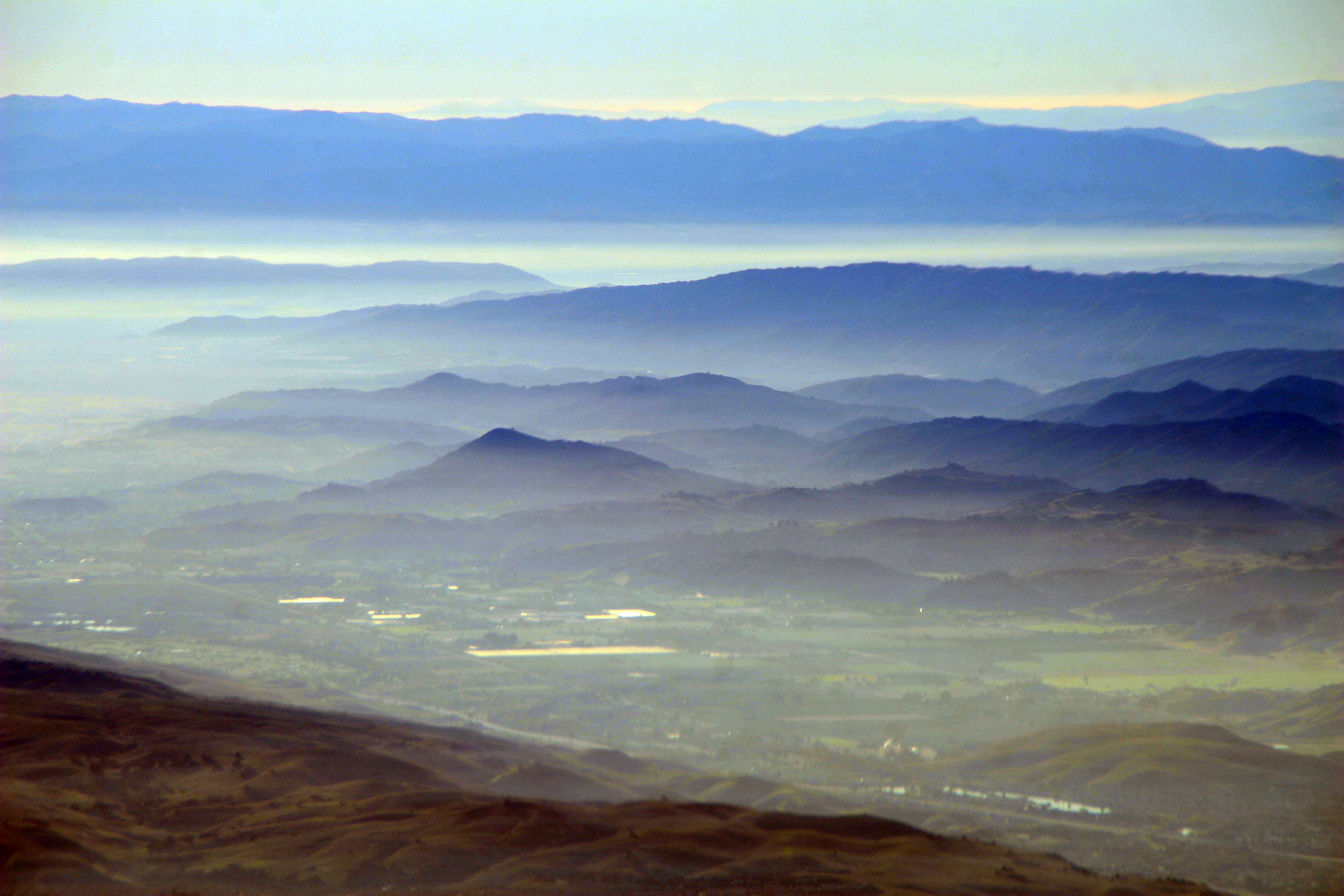
从附近山上远眺市区与农田

摩根山丘位于旧金山湾区东南部，圣荷西市中心东南方大约39公里处，吉尔罗伊市西北方大约21公里，往西距离太平洋海岸大约24公里，西南部是圣塔克鲁兹市。市区坐落在圣克拉拉山谷南部，海拔大约107米。市区内没有自然形成的湖泊和河流。该市位于地震带附近，是地震多发区。

## 气候
该市气候受到太平洋的影响，属于地中海气候。全年气温区间在0.9℃（33.6°F）至32.3℃（90.2°F）之间。全年降水量约为480毫米。夏季气候极为干燥，冬天雨量较多，但极少有降雪。在夏季，雾较为常见。晚上10时左右会有来自海湾的雾飘至该市上空，第二天上午10时左右逐渐散去。在冬天，阵雨发生的几率较大。该地区的地形不适合龙卷风产生，也较少出现雷暴或风暴天气。这里的地中海气候使得一些热带植物，如棕榈树，适合在这里生长。

## 人口

### 2000年
根据2000年美国人口普查，2000年时，该市有10,846户，8,633个家庭。种族组成为：72.40%的白人，6.02%亚裔，1.71%非洲裔，1.08%原住民，0.23%太平洋岛屿居民，13.43%属于其它种族。5.13%同时来自两个或更多的种族。
2000年该市有44%的家庭拥有18岁以下的未成年人。63.2%为有婚姻的家庭。

### 2010年
根据2010年美国人口普查，2010年时，该市有12,326户，9,696个家庭。平均每个家庭有3.39人。种族组成为：65.2%的白人，10.2%亚裔，2.0%非洲裔，0.9%原住民，0.3%太平洋岛屿居民，15.3%属于其它种族。6.2%同时来自两个或更多的种族。
2010年该市有44.9%的家庭拥有18岁以下的未成年人。61.5%为有婚姻的家庭。

### 收入
根据2007年的估计，该市每户平均年收入为$99,243。家庭平均年收入为$108,611。男性人均年收入为$61,999，女性为$42,003。有3.3%的家庭和4.7%的人口收入位于贫困线以下，包括5.4%的未成年人和4.9%的65岁以上老年人。

## 设施
太平洋瓦电公司为该市提供燃气和电力。
该市有一所公立高中和社区大学，同时也有一些学生前往圣荷西市内的私立学校上学，如山谷基督教学校。
圣克拉拉县图书馆管理该市的图书馆(Morgan Hill Library)业务。

## 交通
- 101号美国国道经过该市。
- 加州火车设有摩根山丘站，服务往返硅谷的通勤者。

该市南部6公里处有一处小型的私人机场。民用航班需要到39公里外的圣荷西国际机场。